# Valley of the Dolls
Pour le film américain de Mark Robson, voir La Vallée des poupées.
Albums de Generation X
Generation X
(1978) Kiss Me Deadly
(1981)
Valley of the Dolls est le deuxième album du groupe punk britannique Generation X. Il est sorti en 1979. Clive Bunker, ex-batteur du groupe Jethro Tull joue comme musicien invité sur l'album, en soutien à Mark Laff. Ian Hunter , ex-guitariste et chanteur du groupe Mott The Hoople, produit l'album. 

## Liste des titres
Ecrits et composés par Billy Idol et Tony James sauf mention.
Face A
1. Running With The Boss Sound - (Idol/James/Andrews) - 5:03
2. Night Of The Cadillacs  - 3:20
3. Paradise West  - 5:28
4. Friday's Angels  - 3:19
5. King Rocker  - 2:16

Face B
1. Valley Of The Dolls  - 3:34
2. English Dream  - 4:57
3. Love Like Fire  - 3:02
4. The Prime Of Kenny Silvers (Part One)  - 3:55
5. The Prime Of Kenny Silvers (Part Two)  - 3:22

Titres bonus sur la réédition CD de 2002:
- Gimme Some Truth  (John Lennon) - (face b du single King Rocker)
- Shakin' All Over (Johnny Kidd) - (face b du single Valley of The Dolls)

## Musiciens
- Billy Idol : chant
- Bob Andrews : guitares
- Tony James : basse
- Mark Laff : batterie
- Clive Bunker : batterie